# Josef Domjan
Josef Domjan. född 1907 i Kispest nära Budapest, död 1992 i Tuxedo Park, New York, var en amerikansk-svensk-ungersk konstnär.
Domjan studerade vid konstakademien i Budapest samt under studieresor till bland annat Skandinavien, Frankrike, Italien, Rumänien och Tyskland. Han kom under andra världskriget till Sverige. Han ställde ut separat i bland annat Stockholm och Malmö. När Nationalmuseum visade utställningen Ungersk grafik i Stockholm och Malmö var han utställningens kommissarie. Hans konst består av formupplösta färgfantasier i pastell, formbetonade abstrakta kompositioner och ornamentala teckningar i tusch.
Domjan är representerad vid bland annat San Diego Museum of Art, Smithsonian American Art Museum och The Art Institute of Chicago.